# MARC 21
MARC 21 (del inglés Machine Readable Cataloging, o «catalogación legible por máquina») es un protocolo de identificación para el intercambio de información que permite estructurar e identificar los datos de tal forma que puedan ser reconocidos y manipulados por computadora. Catalogación legible por máquina significa que una máquina puede leer e interpretar los datos contenidos en un registro catalográfico en función de una serie de elementos que actúan como “señaladores” de los datos. Este formato fue creado por un equipo de bibliotecarios de la Biblioteca del Congreso de Estados Unidos, liderados por la bibliotecaria Henriette Avram.
Al haber sido diseñado para proveer especificaciones sobre la estructura con que los datos serán comunicados entre sistemas de información cooperantes, no imponen pautas de almacenamiento interno, de visualización, identificación ni descripción de los datos bibliográficos. Del almacenamiento y la visualización se ocupa el programario elegido, en tanto que de la identificación y descripción se encarga el código de catalogación adoptado.
Vale decir, MARC 21 no es una aplicación; es una estructura para registro de datos bibliográficos que se aplica a una base de datos creada con el software que se crea más conveniente.

## Los formatos MARC 21
Los formatos o familias de formatos MARC 21 son de cinco clases diferentes,  desarrollados para fines específicos y son:
- Formato para Datos Bibliográficos: codifica los datos para describir, recuperar y controlar los diferentes tipos de materiales bibliográficos; por ejemplo: libros, publicaciones seriadas, recursos electrónicos, mapas, música, materiales visuales y materiales mixtos.
- Formato para datos de Autoridad: codifica la información contenida en registros de autoridad de nombres, materias y series.
- Formato para datos de Existencias: codifica información específica, como la signatura topográfica, cantidad de ejemplares y/o volúmenes, instituciones que posee un ítem, etc.
- Formato para datos de Clasificación: codifica información contenida en un sistema de clasificación, por ejemplo: CDD, CDU o cualquier otro sistema que se desee automatizar.
- Formato para datos de la Comunidad: codifica la descripción de recursos no bibliográficos que responden a las necesidades de información de una comunidad, como individuos, organizaciones, programas o servicios, eventos y otros recursos que pueden ayudar a los usuarios a conseguir la información que necesitan.

## Componentes de un registro MARC 21

### Estructura del registro
Especificada en la norma ISO 2709 (ANSI Z39.2) que establece que las partes que componen un registro son:
- Líder o cabecera: son las primeras 24 posiciones (00-23) de cada registro y suministra información para el procesamiento del registro.
- Directorio: es un índice generado e interpretado por la computadora, sigue inmediatamente a la cabecera en la posición 24 y remite a la localización de los campos de datos de un registro. Es una serie de entrada de posiciones de 12 caracteres que indican la etiqueta, longitud y la posición de comienzo del primer carácter de cada campo variable.
- Campos variables: hay dos tipos de campos variables:
  - De control: campos etiquetados 00X y no contienen indicadores ni códigos de subcampos.
  - De datos: campos etiquetados 01X-8XX y pueden tener definidos los indicadores o no, todos tienen el subcampo $a.

### Designación del contenido
- Etiquetas: números de tres dígitos usados para identificar los campos que componen un registro y al tipo de dato que le sigue, por ejemplo el campo título se identifica con la etiqueta 245
- Indicadores: dos caracteres que se usan al comienzo de los campos variable, contienen valores que interpretan la información sobre el tipo o función de los datos en el campo; identificados independientemente.
- Códigos de subcampos: entendemos como subcampos a cada elemento que compone un campo. Los códigos de subcampo son de dos caracteres que preceden a cada elemento para identificarlo y señalar su localización dentro de un registro. Un código de subcampo está compuesto por: un delimitador, representado por el símbolo $  y de un identificador o carácter alfanumérico o numérico.

### Contenido del registro
Datos, es la información bibliográfica contenida en el registro, definida por normas ajenas al formato, como reglas de catalogación, sistema de clasificación, tesauro de materias, listas de códigos y otras convenciones usadas por la organización que crea un registro.